# Мазко Наталія Іванівна
Наталія Іванівна Мазко (нар. 1928, село Голубичі Ріпкинського району Чернігівської області — ?) — українська радянська діячка, новатор сільськогосподарського виробництва, свинарка колгоспу імені Кірова Ріпкинського району Чернігівської області. Депутат Верховної Ради УРСР 6—7-го скликань.

## Біографія
Народилася у селянській родині.
З 1954 року — свинарка колгоспу імені Кірова села Голубичі Ріпкинського району Чернігівської області. У 1962 році відгодувала 1017 свиней та здала державі 585 центнерів свинини.
Обиралася депутатом Чернігівської обласної ради депутатів трудящих.
Член КПРС.

## Нагороди
- ордени
- медалі